# Vian Dakhil
Vian Dakhil (Mosul, 1971) è una politica e attivista irachena, membro del Consiglio dei rappresentanti per l'Alleanza Curda e tra i pochi rappresentanti in parlamento di etnia yazidi.

## Biografia
Dakhil guadagnò notorietà a livello internazionale dopo un accorato intervento in parlamento per denunciava le torture e uccisioni arbitrarie che gli uomini dell'ISIS stavano portando avanti contro gli yazidi, etnia religiosa originaria dei monti del distretto di Sinjar. Pochi giorni dopo il suo discorso il Presidente statunitense Barack Obama autorizzò alcuni bombardamenti su obiettivi strategici dello Stato Islamico ed interventi umanitari per aiutare la popolazione.
Il 12 agosto 2014, mentre era in missione umanitaria per prestare soccorso ai profughi yazidi perseguitati dallo Stato Islamico, l'elicottero su cui era a bordo si schiantò nei pressi delle montagne di Shenkal, nel distretto di Sinjar. Sebbene il governo iracheno abbia parlato di un guasto tecnico poco dopo arrivò una rivendicazione da parte dell'ISIS stesso. 
Nel 2016 le è stato conferito il Lantos Human Rights Prize da parte della Lantos Foundation for Human Rights and Justice, sebbene sia stata impossibilitata dal partecipare alla cerimonia di premiazione a causa delle limitazioni imposte all'ingresso negli Stati Uniti a cittadini provenienti da alcuni paesi del Medio Oriente.

## Riconoscimenti
Dal 2016 è onorata come Giusta al Giardino dei Giusti di tutto il mondo di Milano.